# Werl
Werl (pronunciación en alemán: /vɛʁl/ⓘ) es una ciudad de Alemania ubicada en el estado federado de Renania del Norte-Westfalia y que pertenece al mismo distrito que Soest, es decir, la región administrativa de Arnsberg. Es un lugar muy accesible, debido a que está muy cerca de Sauerland, Münsterland y la cuenca del Ruhr, además de que la autopista de Hellweg la atraviesa. Por otro lado, el entorno de la ciudad es parte de la fértil campiña de Bördelandschaft.

## Historia

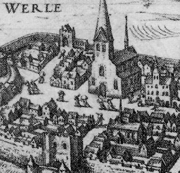
Vista medieval de Werle

Werl fue miembro de la Liga Hanseática durante la Edad Media y, tras la Reforma luterana se mantuvo dentro de la órbita del catolicismo. De hecho, en 1661 se levantó una venerada estatua de la Virgen María actualmente custodiada en la iglesia conocida como Wallfahrtsbasilika y que está bajo la administración de los franciscanos, quienes se encargan de atender a los peregrinos que acuden al templo. Gracias a esta imagen, Werl es el tercer destino de peregrinación católica de Alemania.